# Roy Cheetham
Roy Alexander John Cheetham (* 21. Dezember 1939 in Eccles; † 8. Dezember 2019) war ein englischer Fußballspieler. Als Außenläufer war er rund ein Jahrzehnt für Manchester City aktiv und im erweiterten Kader der Meistermannschaft von 1968.

## Sportlicher Werdegang
Nachdem er im heimischen Manchester im jugendlichen Alter gleichsam Partien von Manchester City und Manchester United verfolgt hatte, schloss sich Cheetham 1956 den „Citizens“ an. Ab Dezember 1956 war der junge Außenläufer Teil des Profikaders und am 8. Mai 1958 debütierte er für den Erstligisten bei einem 2:1-Sieg gegen Luton Town. Als er eine Woche später beim 2:4 gegen den FC Arsenal jedoch eine durchwachsene Vorstellung bot und dabei im Duell mit seinem direkten Gegenspieler Jimmy Bloomfield häufig schlecht ausgesehen hatte, wurde er kurzzeitig wieder in die Reservemannschaft zurückgestuft. In der anschließenden Saison 1958/59 begann er dann, sich häufiger einen Platz in der Startelf zu erobern. Ohne ein dauerhafter Stammspieler zu werden, bestritt er in knapp einem Jahrzehnt für Manchester City insgesamt 132 Ligaspiele. Darunter waren drei Zweitligajahre zwischen 1963 und 1966 und in die Vereinsgeschichte ging Cheetham am 30. August 1965 als erster Einwechselspieler von Manchester City ein, als er in der Partie gegen die Wolverhampton Wanderers Mike Summerbee ersetzte. Nach dem Wiederaufstieg 1966 als Zweitligameister trat er nur noch sporadisch in Erscheinung; es folgte lediglich ein Ligaeinsatz in der Spielzeit 1966/67 und auch zum Gewinn der englischen Meisterschaft 1968 trug er mit gerade einmal drei Meisterschaftspartien nur marginal bei.
Zur Jahreswende 1967/68 hatte Cheetham dabei schon den Klub verlassen. In den USA spielte er schließlich für die Detroit Cougars in der neuen North American Soccer League (NASL). Dort schoss er zwar in 17 Ligapartien sieben Tore, aber in der „Lakes Division“ belegte sein Team am Ende den letzten Platz und verpasste die Play-offs deutlich. Im Oktober 1968 kehrte Cheetham nach England zurück, jedoch bei seinem neuen Arbeitgeber Charlton Athletic kam er in der ersten Mannschaft nicht zum Zug, so dass es ihn bereits im Dezember 1968 zum Viertligisten FC Chester zog. In knapp vier Jahren war er eine feste Größe und Elfmeterschütze in dem Team, das über die unterste englische Profiliga jedoch nicht hinauskam. Beim 0:0 gegen Crewe Alexandra stand er am 22. April 1972 schließlich zum letzten Mal in einem Profiligaspiel auf dem Feld.
Cheetham ließ beim Amateurklub Great Harwood Town fortan seine Karriere als Spielertrainer auslaufen. Seinem Ex-Klub Manchester City blieb er auch später treu und diente der Vereinigung der ehemaligen City-Spieler beispielsweise als Schatzmeister. Dazu fühlte er sich in besonderem Maße dem ungarischen Spitzenspieler Ferenc Puskás verbunden. Diesen hatte Cheetham seit dem ungarischen 6:3-Sieg in England bewundert. 1999 reiste er auf eigene Faust nach Budapest und es ergab sich ein spontanes Treffen anlässlich eines Fußballspiels. Als Puskás 2006 starb, wohnte Cheetham auch dessen Beerdigung bei.